# Palacio de Congresos y Exposiciones de León
El Palacio de Congresos y Exposiciones de León será un espacio arquitectónico destinado a la realización de congresos, así como eventos de índole cultural en la ciudad española de León. Diseñado por el arquitecto francés Dominique Perrault, las obras comenzaron en 2011 y se prevé que finalice en 2018 la construcción del recinto ferial, quedando sin iniciar el Gran Palais. Previamente se acordó su finalización completa en el año 2011.
Será construido con la idea de dotar a la ciudad de las instalaciones necesarias para celebrar congresos nacionales e internacionales, así como otros eventos lúdicos como conciertos o teatro. Situado en los terrenos de la antigua azucarera Santa Elvira, junto a la futura estación de alta velocidad y los terrenos liberados del soterramiento del corredor ferroviario.

## Características
El edificio del Palacio de Congresos y Exposiciones de León tendrá una superficie construida de 39.098 m², contando en una etapa de máximo desarrollo, de tres salas, la mayor de ellas de 1.200 plazas. Las dos salas menores contarán con 600 y 500 plazas, desarrollándose en un primer momento la menor por la existencia de salas de 600 plazas en la ciudad.
Junto al edificio de congresos se construirá un recinto ferial con una superficie de 13.500 metros cuadrados destinados principalmente a la realización de ferias. Además de ello, se urbanizarán los 30.000 m² entre la nueva estación y el palacio de congresos creando una gran plaza pública y junto a ella se construirá un aparcamiento público en superficie de 10 000 m².

### Instalaciones
El edificio contará con tres unidades bien diferenciadas, las dos citadas anteriormente, el "Gran Palais" o palacio de congresos, el edificio que se destinará a recinto ferial y finalmente el "Petit Palais", este último de mucho menor tamaño.
Gran Palais
El Gran Palais será el edificio donde se celebrarán todos los congresos que acoja el edificio desde su inauguración, estando su superficie dividida para dar acogida a las siguientes instalaciones:
- Auditorio principal de 1.200 plazas.
- Auditorio secundario de 500 plazas.
- Auditorio secundario de 600 plazas. (No incluido en inauguración inicial)
- Zona expositiva de 1000 metros cuadrados.
- Espacio de reuniones modulable de 800 metros cuadrados.
- Espacio de reuniones modulable de 600 metros cuadrados.

Petit Palais
El Petit Palais es un edificio de dimensiones reducidas enfrente del Gran Palais, en él se encontrarán las oficinas de gestión del palacio de congresos, una cafetería y varias salas polivalentes destinadas a la celebración de reuniones de reducido tamaño, en concreto, las instalaciones que acogerá el Petit Palais serán las siguientes:
- Cafetería de 400 metros cuadrados.
- Salas polivalentes aptas para la celebración de reuniones.
- Oficina de gestión del palacio de congresos de León y sede de la empresa pública Palacio de Congresos y Exposiciones de León S.A.

Edificio anexo, recinto ferial
El edificio se encontrará anexo al Gran Palais y ocupará una superficie de 13.500 metros cuadrados destinados a la celebración de ferias y exposiciones.

## Congresos
Con el fin de publicitar las instalaciones, se ha creado la sociedad pública Palacio de Congresos y Exposiciones de León S.A. que se encargará de promocionar el palacio de congresos con el fin de atraer eventos y dar uso a la infraestructura.

## Desarrollo urbanístico
La construcción del palacio de congresos leonés se encuentra dentro del gran proyecto de integración de la traza ferroviaria en la capital leonesa. En el entorno inmediato del palacio de congresos, se prevé la prolongación del eje de la avenida Ordoño II, que comunicará el palacio con el centro rápidamente. Además, también se prolongará el eje de la avenida Lancia, con un nuevo puente, delimitando ambas vías el espacio del palacio.
Nueva estación de tren
A 100 metros del palacio de congresos se construirá la nueva estación de ferrocarril de la ciudad, estando separada de la misma con una gran plaza que permitirá la llegada a la ciudad y el traslado al palacio en escasos minutos para los congresistas. Antes de la construcción de la nueva estación, la estación provisional, operativa mientras duren las obras de integración, también se encontrará comunicada de forma directa con el palacio.